# Oprawa lakowa

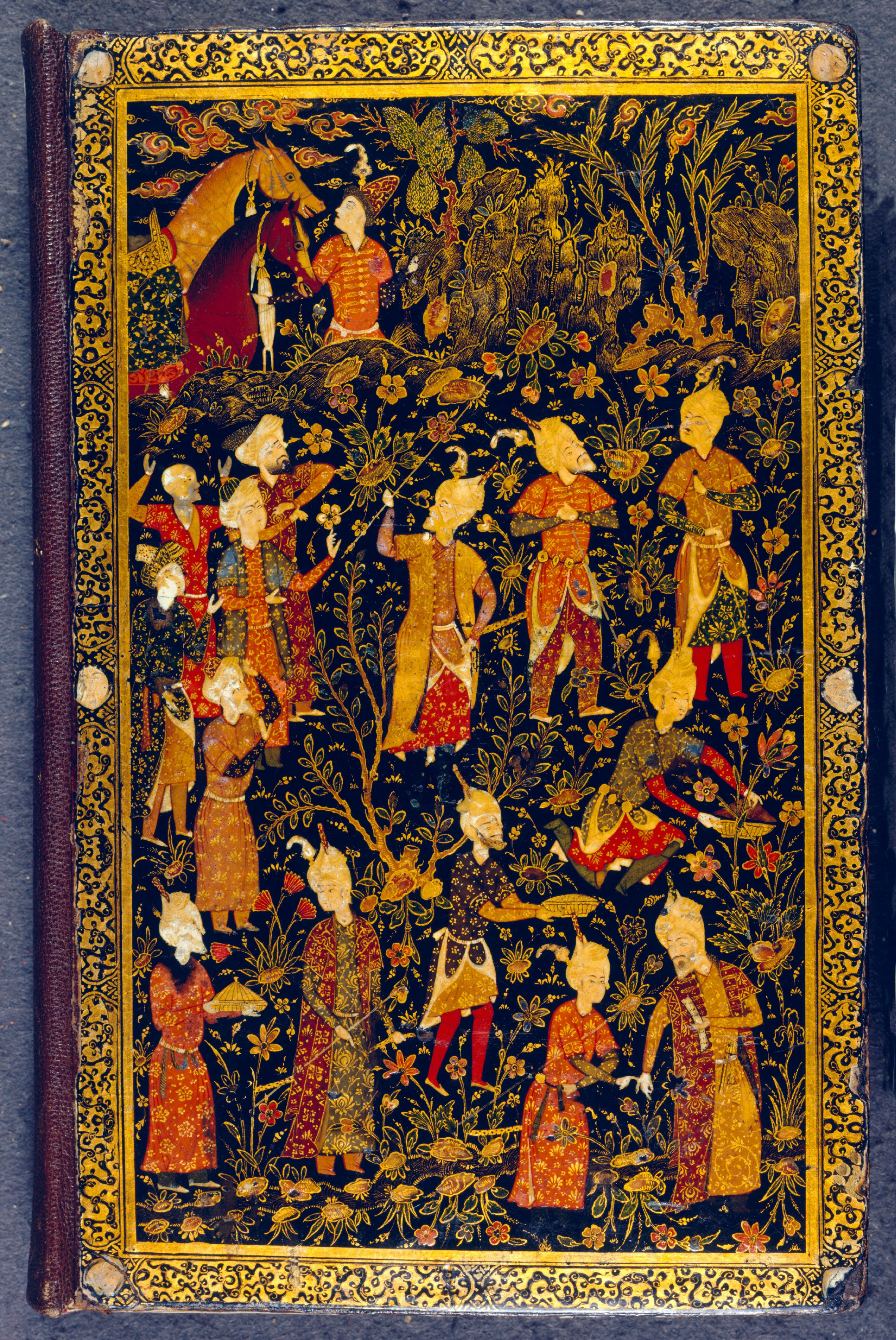
Oprawa dywanu Nawojego z miniaturą wykonaną przez Mir Sejjeda Alego. Iran, ok. 1540. Biblioteka Brytyjska

Oprawa lakowa – rodzaj oprawy introligatorskiej używanej w średniowieczu, do której wykonania używano laki.

## Wykonanie
Na okładce (z kartonu lub drewna) kładziona była warstwa wygładzonej kredy, a następnie przezroczysta laka. To stanowiło podkład dla miniaturzysty, który następnie malował na nim zdobienia gwaszem lub złotem. Miały one najczęściej formę kwiatów, zwierząt lub scen figuralnych. Tło najczęściej było ciemne, posypane złotym, srebrnym lub perłowym proszkiem. Całość pokrywano kilkoma warstwami laki.

## Historia
Oprawa lakowa powstała w Chinach, a została przeniesiona do Persji, gdzie najchętniej wykorzystywano ją pod koniec średniowiecza (najstarsza zachowana pochodzi z 1483 r.), a potem kolejno do Turcji i Indii. Czas jej rozkwitu to wiek XVI i początek XVII (był to okres panowania dynastii Safawidów). W XVII w. oprawy perskie i tureckie były wykonywane złotem lub metodą ślepego tłoczenia, tylko częściowo wykonane farbami lakowymi. Introligatorzy europejscy przejęli tę metodę w czasie renesansu (przykładem mogą być oprawy lyońskie czy oprawy dla J. Groliera).